# Pramenáč
Pramenáč (deutsch Bornhauberg) ist einer der höchsten Berge des Osterzgebirges in Tschechien.

## Lage und Umgebung
Der Berg erhebt sich inmitten eines größeren Waldgebiets unmittelbar am südlichen Steilabfall des Erzgebirges zum 700 m tiefer liegenden Nordböhmischen Becken. Südlich am Fuß des Gebirges liegen die Städte Dubí (Eichwald), Košťany (Kosten) und Hrob (Klostergrab). Nordöstlich auf dem Erzgebirgskamm befindet sich das kleine Dorf Cínovec (Hinterzinnwald), an der südwestlichen Bergflanke die Stadt Mikulov v Krušných horách (Niklasberg). An der südlichen Bergflanke verläuft die Trasse der Bahnstrecke Most–Moldava.
Auf der nordöstlichen Schulter des Berges breitet sich ein größerer Hochmoorkomplex unterschiedlicher Ausprägung aus, der bis zum Georgenfelder Hochmoor auf deutschem Gebiet reicht. Auf älteren Karten wird dieses Areal als „Die See“ bezeichnet.

## Geologie
Fast das gesamte Massiv des Berges besteht aus einem Rhyolith, der in seiner örtlichen Ausprägung früher als Teplitzer Quarzporphyr bezeichnet wurde. Im Gipfelbereich des Berges ist dieses Gestein an mehreren Felsklippen aufgeschlossen.

## Aussicht

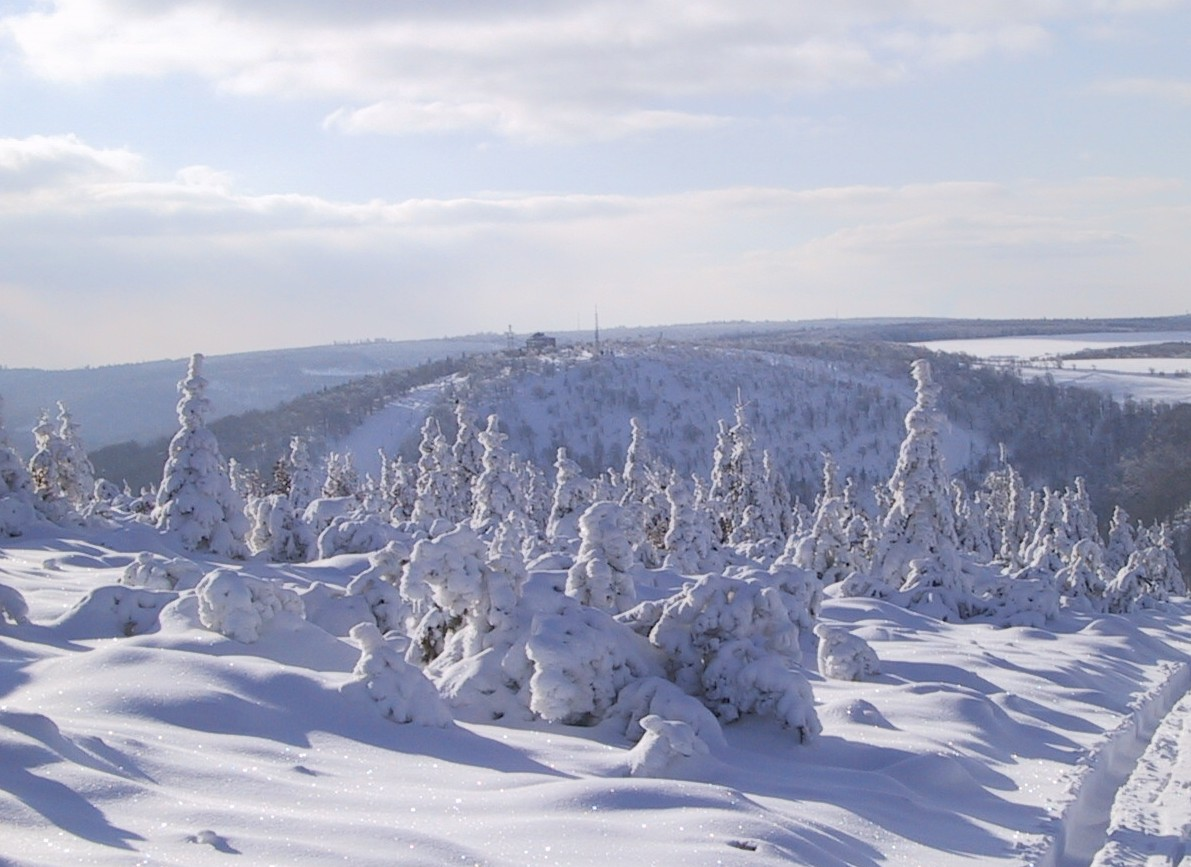
Blick zum Bouřňák (2005)

Dank des derzeit niedrigen Waldbestandes bietet sich vom Gipfelbereich eine umfassende Aussicht in fast alle Himmelsrichtungen. Im Süden fällt der Blick insbesondere auf die Berge des Böhmischen Mittelgebirges mit Milešovka (Milleschauer) und Kletečná (Kletschen). Nach Westen hin schweift der Blick über den Erzgebirgskamm. Im Blickfeld liegen hier die Berge des Osterzgebirges, wie Bouřňák (Stürmer) und Loučná (Wieselstein).

## Wege zum Gipfel
Zum Gipfel des Berges führen keine markierten Wanderwege. Vom Europäischen Fernwanderweg E3 an der Vitiška (Wittichbaude) ist der Gipfel jedoch über eine Forststraße in ca. 20 Minuten unschwer erreichbar. Im Winter besteht auf den Forstwegen ein Loipennetz, das auch über den Gipfel führt.